# Polyommatus apicata-caerulescens
Polyommatus apicata-caerulescens är en fjärilsart som beskrevs av Tutt 1910. Polyommatus apicata-caerulescens ingår i släktet Polyommatus och familjen juvelvingar. Inga underarter finns listade i Catalogue of Life.